# Фелипе VI
Фелипе VI е настоящият крал на Испания от 18 юни 2014 г. Наследява испанската корона след абдикацията на баща си крал Хуан Карлос I.

## Биография
Роден е в Мадрид на 30 януари 1968 г. като Фелипе Хуан Пабло Алфонсо де ла Сантисима Тринидад и де Тодос лос Сантос де Бурбон и Гресия (на испански: Felipe Juan Pablo Alfonso de la Santísima Trinidad y de Todos los Santos de Burbon y Grecia). Той е единствен син на крал Хуан Карлос I и кралица София Гръцка. Фелипе е третото дете в семейството на родителите си, които имат две по-големи дъщери – инфантите Елена и Кристина.
При неговото раждане баща му все още не е крал на Испания. Фелипе продължава мъжката линия на унаследяване на испанския престол.
Началното си образование Фелипе завършва в училището „Санта Мария де ла Розалес“. Продължава образованието си в колежа Lakefield College School в Онтарио, Канада. Завършва право в Автономния университет на Мадрид и получава магистърска степен по специалност „Международни отношения“ от Джорджтаунския университет във Вашингтон.
На 18 юни 2014 г. Фелипе става крал на Испания след абдикацията на баща си Хуан Карлос I в негова полза. Церемонията по коронацията приема формата на прокламация. Никой чуждестранен държавник не е поканен поради икономическата криза в страната.
Първото голямо предизвикателство пред Фелипе VI е да рехабилитира монархията в момент, когато много испанци искат провеждане на референдум относно формата на управление.

## Брак и деца
На 1 ноември 2003 г. Дон Фелипе се сгодява за журналистката Летисия Ортис. Въпреки че има развод зад гърба си, годеницата на испанския престолонаследник получава одобрението на испанското общество като модерна жена – независима, културна и отдадена на професията си. На 22 май 2004 г. Фелипе и Летисия се венчават в мадридската катедрала Алмудена. Церемонията е излъчена на живо по телевизията и е наблюдавана от над 25 милиона зрители в Испания и от милиони хора по света.
Фелипе и Летисия имат 2 дъщери:
- инфанта Леонор де Тодос лос Сантос де Бурбон Ортис (родена на 31 октомври 2005 г. в Мадрид, кръстена на 14 януари 2006), която е първа в листата на унаследяване на испанския престол след баща си;
- инфанта София де Тодос лос Сантос де Бурбон Ортис (родена на 29 април 2007 г. в Мадрид, кръстена на 15 юли 2007), с кръстник Константин Сакскобургготски – син на цар Симеон II от България.

Обсъжда се промяна в испанската конституция от 1978 г., която да премахне предимството на мъжете пред по-големите им сестри при наследяването на испанския престол.